# Foetidia asymmetrica
Foetidia asymmetrica là một loài thực vật có hoa trong họ Lecythidaceae. Loài này được H.Perrier mô tả khoa học đầu tiên năm 1953.